# 酷音樂團
酷音樂團（英語：The Piano Guys）是一個美國的音樂團體，成員包括鋼琴手喬恩·施密特、大提琴手史蒂芬·夏普·尼爾森、影像製作人保羅·安德森以及音樂製作人艾爾·梵德畢克。該團體發跡於猶他州，一開始透過在YouTube上發布音樂影片累積知名度。其作品內容主要是鋼琴與大提琴合奏，結合古典、流行、電影音樂等元素，並以精緻的拍攝方式呈現。截至2021年，該團體已經在YouTube上獲得超過695萬的訂閱者，20億播放次數。他們所推出的八張錄音室專輯皆曾在《告示牌》的古典專輯榜或新世紀專輯榜上取得第一。

## 歷史

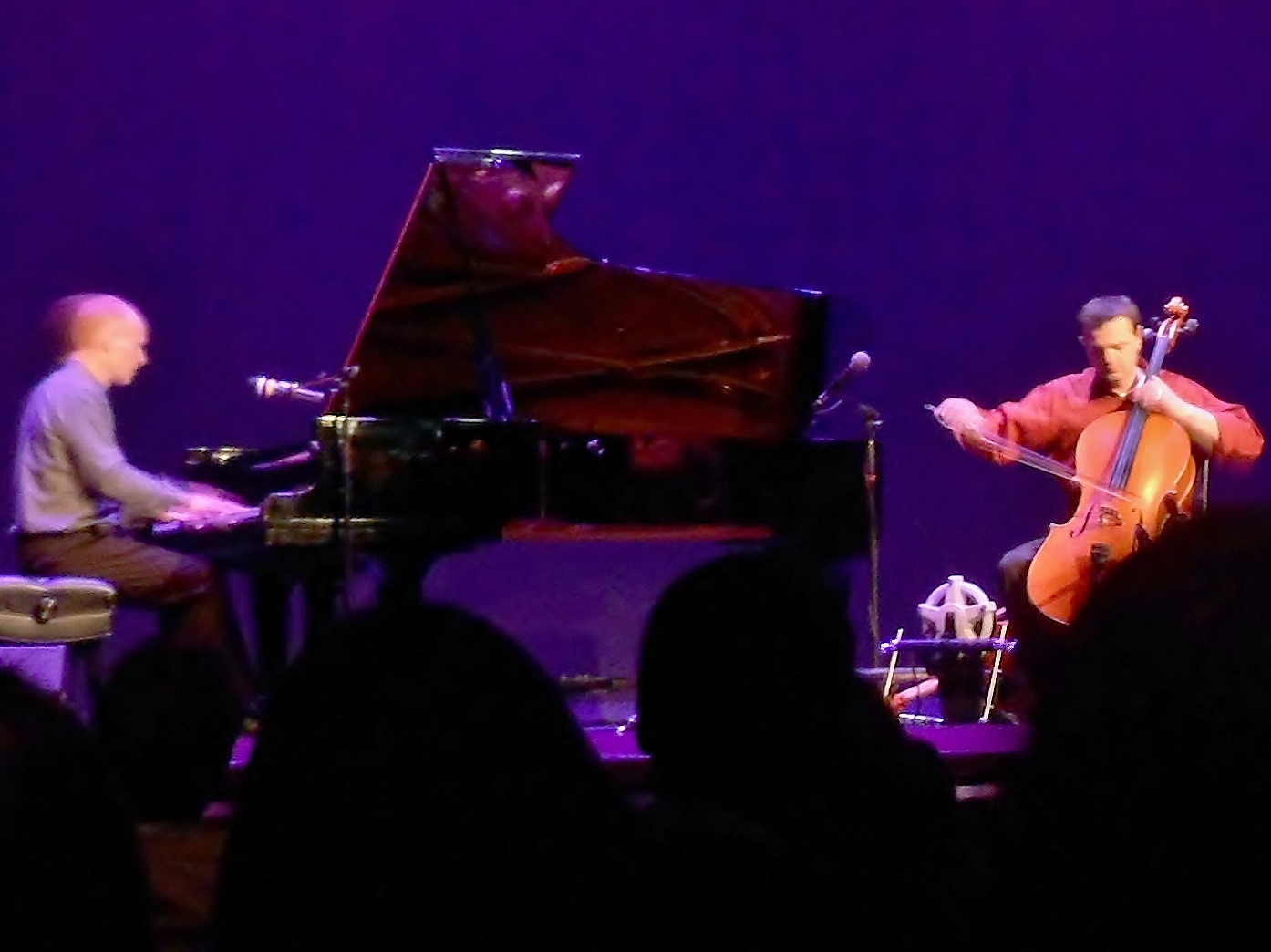
2002年，現場演出中的施密特（左）與尼爾森（右）

在該樂團創立之前，成員之一的安德森在猶他州的聖喬治經營鋼琴店「The Piano Guys」。那時他已經認識施密特，一位地方上有名氣的鋼琴家。施密特經常會到安德森的店裡彈琴，他當時也已經和大提琴家尼爾森共同表演好幾年了。
2009年，安德森在YouTube上看到一段施密特上傳的表演影片：《Love Story Meets Viva la Vida》，將泰勒·斯威夫特的鄉村流行樂和酷玩樂團的歌曲〈玩酷人生〉融合。其中施密特演奏鋼琴，尼爾森演奏大提琴。這部影片得到超過100萬次觀看，安德森因此有了邀請這些音樂家，透過音樂表演來宣傳鋼琴店的想法，酷音樂團的雛形於焉產生。
影片由安德森拍攝，沙耶·史考特和泰爾·史都華協助影像製作。後來尼爾森又邀請他的鄰居，作曲家及編曲家梵德畢克加入團隊。
2011年，施密特透過粉絲郵寄列表，將影片《Michael Meets Mozart》分享給許多粉絲，邀請他們觀看，這讓此影片取得了可觀的成績。當年6月，樂團在YouTube的新秀比賽中得到「最具潛力頻道獎」，為該頻道帶來25000名新訂閱者。在2011和2012年間，該樂團每隔一至二週就會上傳新的音樂影片，每次吸引數千位的新訂閱者。在樂團成長的同時，他們的重心也逐漸從鋼琴銷售轉移至音樂影片製作。最終，安德森的鋼琴店於2012年3月歇業。
截至2012年9月，酷音樂團已經在YouTube上上傳了超過30部音樂影片，總共獲得1.34億次觀看、76萬位訂閱者。當月，在大衛·西蒙尼和DSW娛樂的促成下，他們與Sony Masterworks簽約，隨即發行了第一張專輯《酷音樂團》。至今，酷音樂團由唱片公司發行的專輯共有八張。

## 音樂創作
酷音樂團的創作多是鋼琴與大提琴的組合，取材來自古典音樂、流行音樂、電影配樂，也有部分原創音樂。他們作品的一大特色是古典音樂與現代歌曲的混搭，例如：莫札特與愛黛兒、李斯特與酷玩樂團、柴可夫斯基與尚恩·曼德斯、巴赫與麥可·傑克森、韋瓦第的〈冬〉與迪士尼的〈放開手〉。
酷音樂團的部分歌曲是由多個音軌混合而成的，藉由不斷疊加，製造出大量樂器同時演奏的效果。舉例來說，在〈Michael Meets Mozart〉中，尼爾森預錄了100個大提琴音軌進行疊加，除了一般的拉奏，還有部分音軌透過敲擊大提琴以模擬打击乐器。
在樂團的分工上，施密特、尼爾森與梵德畢克擔任樂團中的作曲家；梵德畢克進行混音、母帶後製；安德森監督影片製作；尼爾森與安德森共同管理內容及營運樂團。

## 影片拍攝
酷音樂團在許多地方拍攝過音樂影片，例如猶他州的沙漠中、高聳的懸崖上、行進中的火車車廂上、冰穴中、伊瓜苏瀑布等。安德森的鋼琴店仍開業時，曾經說他的目標是「將鋼琴放在各種沒有人會預期看到鋼琴的地方」，以透過社群傳播宣傳他的鋼琴店。在這些影片中，施密特通常彈奏Yamaha的平台鋼琴，而尼爾森演奏特別訂製的大提琴（有些時候是電大提琴）。
截至2021年8月，酷音樂團在YouTube上最多觀看數的影片是改編克里斯蒂娜·佩里的〈千年之戀〉，累積1.96億次觀看。
酷音樂團正在進行在世界新七大奇迹拍攝音樂影片的計畫，截至2021年，樂團已經造訪其中的四處：〈Kung Fu Piano: Cello Ascends〉中的萬里長城、〈The Mission/How Great Thou Art〉中的救世基督像、〈The Jungle Book/Sarabande〉中的奇琴伊察、〈Indiana Jones and the Arabian Nights〉中的佩特拉。

## 現場表演
酷音樂團在許多國家舉辦過音樂會，包括美國、加拿大、英國、德國、匈牙利、日本、韓國、澳洲、俄羅斯等地，場場售罄。該樂團也曾經在各種著名的古典與流行音樂場所表演，例如：卡內基音樂廳、希臘劇場以及皇家阿爾伯特音樂廳。
2017年1月，不同於許多拒絕表演邀約的音樂團體，酷音樂團同意在前美國總統唐納·川普的就職典禮上表演，並表演了瑞秋·普蕾頓的〈戰鬥之歌〉。儘管這首歌經常在希拉里·克林顿（川普的競選對手）的競選活動上播放，該樂團否認他們的表演是一種「背書或政治聲明」。
2017年12月12號，酷音樂團在YouTube上以直播形式舉行聖誕節音樂會，邀請了彼得·霍藍斯及陽光大衛等歌手參與。

## 個人生活
酷音樂團的成員都擁有家室，在樂團取得成功前經營著各自的事業。施密特經歷二十年的獨奏生涯，發行過八張專輯與七本音樂書籍。尼爾森在創業投資和不動產領域工作。安德森擁有一間鋼琴店。梵德畢克則在自家經營錄音室。2012年，酷音樂團與Sony Masterworks簽約後，四人都離開了原本的工作，追求他們共同的音樂生涯。
2016年，施密特的女兒安妮在一次健行意外中過世。2017年，他的妻子蜜雪兒寫了一本書，講述這段期間的心路歷程以及信仰發揮的力量。同年，酷音樂團創作了一首歌獻給過世的安妮：《The Sweetest Gift》。
樂團的四位成員皆是耶穌基督後期聖徒教會的虔誠信徒，四個人都曾經是教會的傳教志工。其中安德森在华盛顿州，施密特在挪威，尼爾森和梵德畢克在韓國進行傳教任務。他們在錄音、拍攝、音樂會、創作歌曲之前會一同進行祷告，並從米內娃·柴雪特等摩爾門教藝術家的作品中獲得靈感。

## 發行唱片

### 錄音室專輯
| 專輯名稱                        | 詳情                                                                     | 最佳銷量排名 | 最佳銷量排名  | 最佳銷量排名    | 最佳銷量排名 | 最佳銷量排名 | 最佳銷量排名 | 最佳銷量排名 | 最佳銷量排名 | 最佳銷量排名 |
| 專輯名稱                        | 詳情                                                                     | 美國         | 美國 古典音樂 | 美國 新世紀音樂 | 澳洲         | 奧地利       | 加拿大       | 德國         | 瑞士         | 英國         |
| ------------------------------- | ------------------------------------------------------------------------ | ------------ | ------------- | --------------- | ------------ | ------------ | ------------ | ------------ | ------------ | ------------ |
| 《Hits Volume 1》               | - 發行：2011年12月1日 - 獨立發行 - 形式：數位發行、CD                    | —            | 7             | 1               | —            | —            | —            | —            | —            | —            |
| 《酷音樂團》 The Piano Guys     | - 發行：2012年10月2日 - 唱片公司：Sony Masterworks - 形式：數位發行、CD  | 44           | 1             | 1               | —            | 65           | —            | 51           | —            | 51           |
| 《酷音樂團2》 The Piano Guys 2  | - 發行：2013年5月7日 - 唱片公司：Portrait - 形式：數位發行、CD           | 38           | 1             | 1               | —            | —            | —            | 97           | —            | —            |
| 《搖擺聖誕》 A Family Christmas | - 發行：2013年10月22日 - 唱片公司：Portrait - 形式：數位發行、CD         | 20           | 1             | 1               | —            | —            | —            | —            | —            | —            |
| 《奇蹟》 Wonders                | - 發行：2014年10月7日 - 唱片公司：Portrait - 形式：數位發行、CD          | 12           | 1             | 1               | 88           | —            | —            | 86           | 46           | 99           |
| 《酷炫秘音》 Uncharted          | - 發行：2016年10月28日 - 唱片公司：Portrait - 形式：數位發行、CD         | 15           | 1             | 1               | —            | —            | 66           | —            | —            | —            |
| 《歡聚聖誕》 Christmas Together | - 發行：2017年10月27日 - 唱片公司：Portrait - 形式：數位發行、CD         | 27           | 1             | 1               | —            | —            | —            | —            | —            | —            |
| 《無限》 Limitless              | - 發行：2018年11月9日 - 唱片公司：Portrait - 形式：數位發行、CD          | 58           | 2             | 1               | —            | —            | —            | —            | —            | —            |
| 《10》                          | - 發行：2020年11月20日 - 唱片公司：Sony Masterworks - 形式：數位發行、CD | —            | 1             | 1               | —            | —            | —            | —            | 95           | —            |
| 「—」代表該專輯並未上榜         |                                                                          |              |               |                 |              |              |              |              |              |              |

附註
1. ↑  《無限》沒能登上澳洲唱片業協會榜，但它在澳洲唱片業協會數位專輯榜上最高位居34[39]。

### 現場專輯
| 專輯名稱                                                 | 詳情                                                                 | 最佳銷量排名 | 最佳銷量排名  | 最佳銷量排名    |
| 專輯名稱                                                 | 詳情                                                                 | 美國         | 美國 古典音樂 | 美國 新世紀音樂 |
| -------------------------------------------------------- | -------------------------------------------------------------------- | ------------ | ------------- | --------------- |
| 《Live!: Carnegie Hall Audio + Red Rocks Concert Video》 | - 發行：2015年11月13日 - 唱片公司：Portrait - 形式：數位發行、CD+DVD | 111          | 3             | 2               |

### 合輯
| 合輯名稱            | 詳情                                                           |
| ------------------- | -------------------------------------------------------------- |
| 《So Far, So Good》 | - 發行：2017年6月6日 - 唱片公司：Portrait - 形式：數位發行、CD |

## 獲獎
YouTube音乐奖
| 年份 | 類型     | 作品                | 結果 |
| ---- | -------- | ------------------- | ---- |
| 2013 | 年度翻唱 | 《Titanium/Pavane》 | 提名 |

## 外部連結
酷音樂團的官方網站 （页面存档备份，存于）